# 인공지능 규제법
인공지능 규제법 또는 인공지능법/AI법(영어: Artificial Intelligence Act, AI Act)은 유럽 연합의 인공지능(AI)에 대한 유럽 연합 규정이다. 2021년 4월 21일 유럽연합 집행위원회가 제안하고 2024년 3월 13일 통과된 이 법안은 AI에 대한 공통 규제 및 법적 프레임워크를 구축하는 것을 목표로 한다.
이 법의 범위는 광범위한 분야의 모든 유형의 AI를 포괄한다(군사, 국가 안보, 연구 및 비전문 목적으로만 사용되는 AI 시스템은 제외). 제품 규제의 일환으로 개인에게 권리를 부여하는 것이 아니라 AI 시스템 제공업체와 전문적인 맥락에서 AI를 사용하는 기업을 규제한다.
ChatGPT와 같은 생성형 AI 시스템의 인기가 높아짐에 따라 AI법이 개정되었다. ChatGPT의 범용 기능은 서로 다른 이해관계를 제시하고 정의된 프레임워크에 맞지 않는다. 시스템에 영향을 미치는 강력한 생성 AI 시스템에 대해 더욱 제한적인 규정이 계획되어 있다.
제안된 EU 인공지능법은 해를 끼칠 위험을 기준으로 AI 응용 부문을 분류하고 규제하는 것을 목표로 한다. 이 분류에는 4가지 위험 범주("허용되지 않음", "높음", "제한적", "최소")와 범용 AI에 대한 추가 범주 1개가 포함된다. 허용할 수 없는 위험을 나타내는 것으로 간주되는 애플리케이션은 금지된다. 고위험 기업은 보안, 투명성, 품질 의무를 준수하고 적합성 평가를 받아야 한다. 위험이 제한된 AI 애플리케이션에는 투명성 의무만 있으며 최소한의 위험을 나타내는 애플리케이션은 규제되지 않는다. 범용 AI의 경우 투명성 요구 사항이 부과되며 특히 높은 위험을 나타낼 때 추가적이고 철저한 평가가 이루어진다.
이 법은 또한 국가 협력을 촉진하고 규정 준수를 보장하기 위해 유럽 인공지능 위원회(European Artificial Intelligence Board)의 도입을 제안한다.
AI법은 경제에 큰 영향을 미칠 것으로 예상된다. 유럽 연합의 일반 데이터 보호 규칙과 마찬가지로, EU 내에 제품이 있는 경우 EU 외부의 제공업체에 역외적으로 적용될 수 있다.

## 같이 보기
- 인공지능윤리
- 알고리즘 편향